# Vöran
Vöran (italià Verano) és un municipi italià, dins de la província autònoma de Tirol del Sud. És un dels municipis del districte de Burggrafenamt. L'any 2007 tenia 891 habitants. Comprèn la fracció d'Aschl (Eschio). Limita amb els municipis de Hafling, Mölten, Meran, Burgstall, i Sarntal.

## Situació lingüística
| Pertinença lingüística (cens 2001) | 98,93% alemany |
| Pertinença lingüística (cens 2001) | 0,59% italià   |
| Pertinença lingüística (cens 2001) | 0,47% ladí     |

## Administració

Territori comunal

| Període | Identitat    | Partit |
| ------- | ------------ | ------ |
| 2004-   | Alfons Alber | SVP    |